# Winfried Baumgart
Winfried Baumgart (* 29. September 1938 in Streckenbach, Schlesien) ist ein deutscher Historiker. Er ist Experte für die Geschichte des 19. Jahrhunderts und des Ersten Weltkriegs. Schwerpunkte seiner Forschung sind der Krimkrieg, der Frieden von Paris 1856, das Zeitalter des Imperialismus und der Erste Weltkrieg. 

## Leben und Wirken
Baumgart wurde 1938 als Sohn eines schlesischen Eisenbahnbeamten geboren. Am Ende des Krieges flüchtete der Sechsjährige gemeinsam mit seinen beiden Brüdern nach Westen. Seine neue Heimat fand er im Oldenburger Land, im heutigen Niedersachsen.
Baumgart studierte von 1958 bis 1963 Geschichte und Anglistik in Saarbrücken sowie während der Auslandssemester in Edinburgh und in Genf. 1965 wurde er bei Konrad Repgen an der Philosophischen Fakultät mit der Dissertation Die deutsche Ostpolitik im Sommer 1918. Zwischen Brest-Litowsk und Compiègne zum Dr. phil. promoviert. Außerdem absolvierte er Dolmetscher-Studien (Englisch, Französisch und Russisch) und erlangte ein Diplom.
Von 1966 bis 1970 war Baumgart Assistent an der Universität des Saarlandes und der Rheinischen Friedrich-Wilhelms-Universität Bonn. 1971 habilitierte er sich an der dortigen Philosophischen Fakultät mit der Arbeit Der Friede von Paris 1856. Studien zum Verhältnis von Kriegführung, Politik und Friedensbewahrung. 1971 wurde er dort außerplanmäßiger Professor für Neuere und Neueste Geschichte.
Ab 1973 wirkte Baumgart als Nachfolger von Eberhard Kessel als ordentlicher Professor für Mittlere und Neuere Geschichte an der Johannes Gutenberg-Universität Mainz. Er war außerdem Visiting Konrad Adenauer Professor an der Georgetown University (1977/78) sowie Gastprofessor an der Universität Paris III (1988/89), der Universität Glasgow (1990/91) und der Universität Lettlands in Riga (1993). Seit 2003 ist er emeritiert. Zu seinen akademischen Schülern gehören unter anderem Frank Buchwald, Wolfgang Elz, Ralph Erbar, Gerhard P. Groß, Johannes Hürter und Sönke Neitzel.
Baumgart veröffentlichte zahlreiche Schriften als Autor und Herausgeber, darunter Akten zur Geschichte des Krimkriegs (mehrbändig, 1979 ff.), Deutschland im Zeitalter des Imperialismus (5. Auflage, 1986) und das Bücherverzeichnis zur deutschen Geschichte (17. Auflage, 2010). Er ist ferner Herausgeber der Quellenkunde zur deutschen Geschichte der Neuzeit (mehrbändig, 1982 ff.) und der Freiherr vom Stein-Gedächtnisausgabe (1996 ff.) sowie Mitautor der Neuen Deutschen Biographie.
Baumgart ist verheiratet und Vater von zwei Kindern.

## Schriften (Auswahl)
Monografien
- Deutsche Ostpolitik 1918. Von Brest-Litowsk bis zum Ende des Ersten Weltkrieges. Oldenbourg, Wien u. a. 1966. Digitalisat.
- Bibliographie zum Studium der neueren Geschichte. Mit einem Geleitwort von Konrad Repgen. Röhrscheid [in Kommission], Bonn 1969.
- Deutschland im Zeitalter des Imperialismus (1890–1914). Grundkräfte, Thesen und Strukturen (= Deutsche Geschichte. Band 4). Ullstein, Frankfurt am Main u. a. 1972, ISBN 3-548-03844-1 (5. Auflage, Kohlhammer, Stuttgart u. a. 1986, ISBN 3-17-009178-6). Digitalisat.
- Der Friede von Paris 1856. Studien zum Verhältnis von Kriegführung, Politik und Friedensbewahrung. Oldenbourg, München u. a. 1972, ISBN 3-486-43571-X. Digitalisat.
- Bücherverzeichnis zur deutschen Geschichte. Hilfsmittel, Handbücher, Quellen (= Deutsche Geschichte. Band 14). Ullstein, Frankfurt am Main u. a. 1971, ISBN 3-548-03856-5 (17. Auflage, Steiner, Stuttgart 2010, ISBN 978-3-515-09792-5, 18. Auflage, Steiner, Stuttgart 2014, ISBN 978-3-515-10842-3). (kostenfreies Digitalisat der 7. Auflage 1988: http://doi.org/10.25358/openscience-795).
- Vom europäischen Konzert zum Völkerbund. Friedensschlüsse und Friedenssicherung von Wien bis Versailles (= Erträge der Forschung. Band 25). Wissenschaftliche Buchgesellschaft, Darmstadt 1974, ISBN 3-534-06399-6 (2. Auflage, 1987). (Digitalisat: http://doi.org/10.25358/openscience-784).
- Europäisches Konzert und nationale Bewegung. Internationale Beziehungen 1830–1878 (= Handbuch der Geschichte der internationalen Beziehungen. Band 6). Schöningh, Paderborn u. a. 1999, ISBN 3-506-73726-0.
- Wörterbuch historischer und politischer Begriffe des 19. und 20. Jahrhunderts. Oldenbourg, München 2010, ISBN 978-3-486-58907-8.

Herausgeberschaften
- Von Brest-Litovsk zur deutschen Novemberrevolution. Aus den Tagebüchern, Briefen und Aufzeichnungen von Alfons Paquet, Wilhelm Groener und Albert Hopman März – Nov. 1918 (= Deutsche Geschichtsquellen des 19. und 20. Jahrhunderts. Band 47). Mit einem Vorwort von Hans Herzfeld. Vandenhoeck & Ruprecht, Göttingen 1971, ISBN 3-525-35816-4.
- Akten zur Geschichte des Krimkriegs. Oldenbourg, München 1979 ff.
- (mit Wolfgang Elz:) Konrad Fuchs. Ausgewählte Aufsätze zur Sozial- und Wirtschaftsgeschichte. Zum 65. Geburtstag. Lang, Frankfurt am Main u. a. 1993, ISBN 3-631-44818-X.
- Quellenkunde zur deutschen Geschichte der Neuzeit von 1500 bis zur Gegenwart. 3. Auflage. Ferdinand Schöningh, Paderborn 2018, ISBN 978-3-506-78914-3.
- Kaiser Friedrich III. Tagebücher 1866–1888. Schöningh, Paderborn u. a. 2012, ISBN 978-3-506-77384-5.
- König Friedrich Wilhelm IV. und Wilhelm I. Briefwechsel 1840–1858. Schöningh, Paderborn u. a. 2013, ISBN 978-3-506-77597-9.
- General Albrecht von Stosch. Politische Korrespondenz 1871–1896 (= Deutsche Geschichtsquellen des 19. und 20. Jahrhunderts. Band 70). Oldenbourg, München 2014, ISBN 978-3-11-034612-1.
- Herbert Graf von Bismarck. Erinnerungen und Aufzeichnungen 1871–1895. Schöningh, Paderborn 2015, ISBN 978-3-506-78263-2.
- Botschafter Rudolf Nadolny. Rußlandkenner oder Rußlandversteher? Aufzeichnungen, Briefwechsel, Reden 1917–1953. Schöningh, Paderborn 2017, ISBN 978-3-506-78663-0.
- Ein preußischer Gesandter in München. Georg Freiherr von Werthern. Tagebuch und politische Korrespondenz mit Bismarck 1867–1888. Duncker & Humblot, Berlin 2018, ISBN 978-3-428-15444-9.
- Friedrich Freiherr Kreß von Kressenstein. Bayerischer General und Orientkenner. Lebenserinnerungen, Tagebücher und Berichte 1914–1946. Schöningh, Paderborn 2020, ISBN 978-3-506-70344-6.
- Kurt Freiherr von Lersner: Hinter den Kulissen von Oberster Heeresleitung und Reichsleitung 1914–1920. Erinnerungen, Schöningh, Paderborn 2021, ISBN 978-3-506-79116-0.